# 월 스트리트: 머니 네버 슬립스
《월 스트리트: 머니 네버 슬립스》(Wall Street: Money Never Sleeps)는 미국에서 제작된 올리버 스톤 감독의 2010년 드라마 영화이다. 샤이아 라보프 등이 주연으로 출연하였고 에릭 코펠로프 등이 제작에 참여하였다.
2010년 칸 영화제에서 오프닝 당시 긍정적인 평가를 받았으나 비평가들로부터는 엇갈린 평가를 받았다. 그럼에도 불구하고 박스오피스에서는 성공을 거두었다.

## 출연

### 주연
- 샤이아 라보프
- 마이클 더글라스
- 캐리 멀리건
- 찰리 쉰
- 수잔 서랜든

### 조연
- 조슈 브롤린
- 바네사 페를리토
- 프랭크 란젤라
- 줄리앤 미쉘
- 척 페이퍼
- 존 베드포드 로이드
- 키스 미들브룩
- 올리버 스톤
- 나탈리 모랄레스
- 엘리 웰라치
- 도널드 트럼프
- 제이슨 클락
- 미쉘 디베네데티
- 애너 쿠크머
- 클로데트 래리
- 톰 마디로시언

## 기타
- 원조: 스탠리 와이저
- 원조: 올리버 스톤
- 음악지원: 브라이언 에노
- 미술: 크리스티 지아
- 시각효과: 대니 김
- 의상: 엘렌 미로닉
- 세트: 다이앤 레더맨
- 배역: 캐슬린 초핀
- 배역: 사라 핀

## 같이 보기
- 미국 영화